# Raffelhof
Der Raffelhof (früher Raffelsdorf oder Raffoldsdorf) ist ein Gutshof und eine Katastralgemeinde in Wullersdorf in Niederösterreich. 

## Geschichte
Der südöstlich von Wullersdorf und heute zum Stift Melk gehörende Gutshof steht auf einer mittelalterlichen Wüstung. Laut Adressbuch von Österreich war der Gutshof im Jahr 1938 an Zuckerfabrik Hohenau verpachtet. Ab Mitte der 1975er Jahre wurde auf einer kleinen Anhöhe und zur Katastralgemeinde Raffelhof gehörend das Kloster Marienfeld errichtet.

## Lage
- Lokalisierung auf ÖK 50